# Клементовиці
Клементовиці (пол. Klementowice) — село в Польщі, у гміні Курув Пулавського повіту Люблінського воєводства.
Населення — 1353 особи (2011).

## Демографія
Демографічна структура станом на 31 березня 2011 року:
|          | Загалом | Допрацездатний вік | Працездатний вік | Постпрацездатний вік |
| -------- | ------- | ------------------ | ---------------- | -------------------- |
| Чоловіки | 655     | 117                | 450              | 88                   |
| Жінки    | 698     | 121                | 409              | 168                  |
| Разом    | 1353    | 238                | 859              | 256                  |